# Acalolepta longicollis
Acalolepta longicollis es una especie de escarabajo longicornio del género Acalolepta, tribu Monochamini, subfamilia Lamiinae. Fue descrita científicamente por Gilmour en 1956.
Se distribuye por Nepal. Mide aproximadamente 22,5 milímetros de longitud.